# Luke Rowe
Luke Rowe (Cardiff, 10 de marzo de 1990) es un ciclista británico que fue profesional entre 2012 y 2024. Desde 2025 es director deportivo del Decathlon AG2R La Mondiale Team.
Su hermano Matt también es ciclista de carreras, y su padre, Courtney Rowe, los entrenadores de la atleta paralímpica Simon Richardson.

## Biografía
Nacido en Cardiff, comenzó a competir a una edad temprana, en un principio viajaba con sus padres en un tándem. Empezó a disfrutar del ciclismo y se convirtió en un miembro de los Voladores Maindy, con sede en Maindy Stadium. Ha formado parte del Programa de Desarrollo Olímpico de Ciclismo Británico.
Ya en 2006, con solo 16 años, ganó el Tour de Irlanda junior y fue tercero en el Campeonato del Reino Unido por Equipos en Pista.

### Destacando como junior
Rowe hizo su debut en competiciones internacionales europeas en categoría junior como miembro del equipo de Persecución por Equipos que se llevó la medalla de oro en el Campeonato de Europa de 2007 en Pista. Terminó segundo en el Campeonato de Europa de 2008 en Ruta; y ganó el madison, junto con Mark Christian y la medalla de plata en la persecución por equipos en el Campeonato Europeo de Pista 2008.

### Ascenso al profesionalismo
En 2009 comenzó a disputar carreras profesionales ganando ya la carrera profesional de ciclismo en ruta del ZLM Tour, victoria que repitió en 2011, como carrera más importante, además de seguir cosechando buenos puestos en carreras de pista.
Finalmente debutó como profesional con el Sky Procycling en 2012, después de haber firmado un contrato de dos años, donde consiguió una victoria de etapa en la Vuelta a Gran Bretaña.

## Palmarés

### Pista
2006 (como amateur)
- 3.º en el Campeonato Nacional de Reino Unido, Persecución por equipos

2010 (como amateur)
- Campeonato Nacional de Reino Unido, Madison (Con Mark Christian)
- 3.º en el Campeonato Nacional de Australia, Persecución por equipos

2011 (como amateur)
- 2.º en el Campeonato Europeo sub-23, Scratch

### Ruta
2009 (como amateur)
- ZLM Tour

2010 (como amateur)
- Gran Premio Sportivi di Poggiana

2011 (como amateur)
- 1 etapa del Tour de Thüringe

2012
- 1 etapa de la Vuelta a Gran Bretaña

2017
- 1 etapa del Herald Sun Tour

## Resultados en Grandes Vueltas y Campeonatos del Mundo
Durante su carrera deportiva consiguió los siguientes puestos en Grandes Vueltas y en los Campeonatos del Mundo:
| Carrera         | Carrera         | 2012 | 2013 | 2014  | 2015  | 2016  | 2017  | 2018  | 2019 | 2020  | 2021  | 2022  | 2023 | 2024 |
| --------------- | --------------- | ---- | ---- | ----- | ----- | ----- | ----- | ----- | ---- | ----- | ----- | ----- | ---- | ---- |
|                 | Giro de Italia  | —    | —    | —     | —     | —     | —     | —     | —    | —     | —     | —     | —    | —    |
|                 | Tour de Francia | —    | —    | —     | 136.º | 151.º | 167.º | 128.º | Exp. | 129.º | F. c. | 105.º | —    | —    |
|                 | Vuelta a España | —    | Ab.  | 141.º | —     | —     | —     | —     | —    | —     | —     | —     | —    | —    |
| Mundial en Ruta | Mundial en Ruta | 88.º | Ab.  | Ab.   | Ab.   | Ab.   | —     | —     | —    | Ab.   | Ab.   | Ab.   | Ab.  | —    |

—: no participa

Ab.: abandono

Exp.: expulsado

F. c.: fuera de control

## Equipos
- Sky/INEOS (2012-2024)
  - Sky Procycling (2012-2013)
  - Team Sky (2014-2019)[5]
  - Team INEOS (2019-2020)[6]
  - INEOS Grenadiers (2020-2024)